# 日の出町コミュニティバス
日の出町コミュニティバス（ひのでまちコミュニティバス）は、東京都西多摩郡日の出町が運行するコミュニティバスの正式名称。2022年（令和4年）7月1日からの愛称は「ぐるり〜ん ひのでちゃん」。
運行形態と愛称がたびたび変更されているため、時期ごとに分けて記述する。運行は一貫して西東京バス五日市営業所へ委託している。

## 沿革
- 2001年（平成13年）6月 - コミュニティバス「ひのでユートピア号」として運行開始。この時点では誰でも乗れる乗合バスであった[5]。専用車両として日野・レインボーHR7m車を使用[3]。
- 2008年（平成20年）
  - 6月9日 - 「ひのでユートピア号」を廃止。
  - 6月10日 - 廃止代替措置として町民専用バスに切り替え。町内循環バス「東京オリンピック号」を運行開始[6]。これに伴い、専用車両として日野・リエッセを導入[2][4]。
- 2012年（平成24年）4月1日 - 町内循環バスを再編[7]。新愛称を公募により決定し「ぐるり〜ん日の出号」へ改称[8][9]、平日1日7便運行へ増便[7][10]。
- 2022年（令和4年）
  - 6月 - コミュニティバス「ぐるり〜ん ひのでちゃん」運行開始前イベントを開催[11]。
  - 6月30日 - 町民専用バス「ぐるり〜ん日の出号」を廃止。
  - 7月1日 - コミュニティバス「ぐるり〜ん ひのでちゃん」を運行開始[1]。これに伴い、専用車両として日野・ポンチョ（ショートボディ）を導入[12][13]。

## ぐるり〜ん ひのでちゃん
ぐるり〜ん ひのでちゃんは、東京都西多摩郡日の出町が運行するコミュニティバス（乗合バス）。それまでの町民専用バス「日の出号」を誰でも乗車できる乗合バスへ転換する形で、2022年（令和4年）7月1日から運行開始した。それに伴い愛称が変更され、経路の再編や新規車両の導入、ラッピングバスやバス停留所デザインの変更など、乗合バス化に向けた様々な変更が行われた。これに伴い、町内循環バス「ぐるり〜ん日の出号」は同年6月30日をもって廃止された。
また2022年度から、運賃無料の町民専用バスから有償のコミュニティバス（乗合バス）への転換に伴い、沿線でバス通学する児童・生徒に対し、通学定期券の費用を助成する制度「日の出町路線バス通学定期券購入費補助金」が新設された。
同年6月上旬には「『ぐるり〜ん ひのでちゃん』運行開始前イベント」が開催され、日の出町のイメージキャラクター「ひのでちゃん」、西東京バスのキャラクター「にしちゅん」の着ぐるみも出演した。

### 運賃・乗車券類
- 運賃は100円均一（小学生以上）、未就学児は無料[1][12][15]。
- 運賃支払いにはPASMO・Suicaなど交通系ICカードが利用できる[12]。
- 東京都シルバーパスは利用できない[15]。また障害者割引は設定されていない[15]。
- 専用回数乗車券（11枚綴り1,000円）を、車内および西東京バス五日市営業所で販売している[15]。

### 路線
町民専用バス「ぐるり〜ん日の出号」時代は、町内西部の日の出山麓にある天然温泉「生涯青春の湯 つるつる温泉」が起点だったが、起点が「長井折返場」に変更され「生涯青春の湯 つるつる温泉」には停車しなくなった。「生涯青春の湯 つるつる温泉」には、同じく西東京バス五日市営業所が運行するトレーラーバス「青春号」も発着していたが、2023年3月31日をもって運行終了した。。

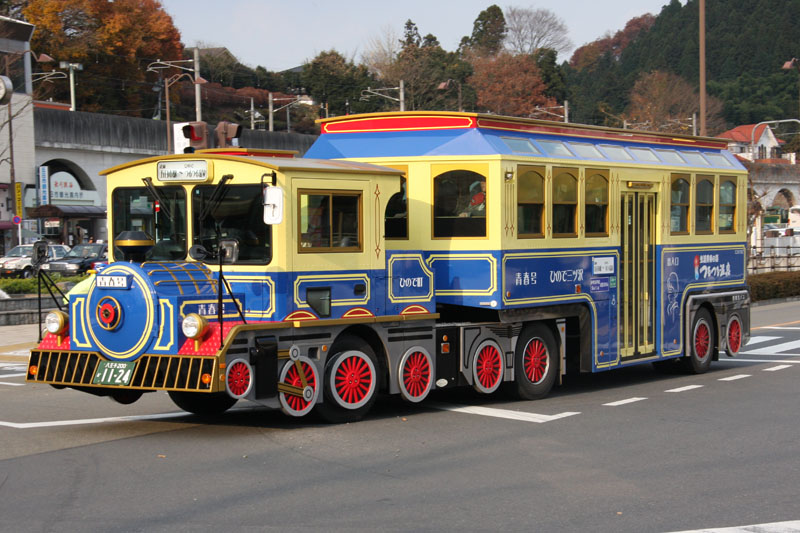
トレーラーバス「青春号」
(西東京バス C20872号車)

終点はJR五日市線武蔵引田駅近くの公立阿伎留医療センターで「ぐるり〜ん日の出号」から変更はないが、「ぐるり〜ん日の出号」時代は停車しなかったイオンモール日の出に停車するようになった。なお「ひのでユートピア号」時代はイオンモール日の出に停車していた。
また「武蔵引田駅入口」にも停車しなくなったが、終点「阿伎留医療センター」停留所からJR五日市線武蔵引田駅は約400mで、徒歩5 - 7分で乗り換えできると案内されている。

#### 現行路線
2022年7月1日の運行開始時点。主な停留所のみ記載。
1日7便を運行。一部のバス停留所は西東京バスの停留所と共通。
- 長井折返場 - 坂本交差点入口 - (分岐) - 日の出折返場 - 日の出団地入口 - イオンモール日の出 - 阿伎留医療センター
  - 坂本交差点入口 - 日の出折返場間で「萱窪経由」「玉の内経由」に経路が分岐し、交互に運行される[12]。
  - 朝の1便は、日の出町立本宿小学校付近でスクールゾーンのため迂回し、一部停車しないバス停がある[12]。

### 車両
専用車両として日野・ポンチョ（ショートボディ、定員29人）を使用する。専用車両と専用バス停留所には、日の出町のイメージキャラクター「ひのでちゃん」のイラストが描かれる。ラッピングバスのデザインは公募により決定され、淡い黄色基調のボディに日の出山や白岩の滝、桜や鳥や柿など日の出町の自然や風物と、その中で「ひのでちゃん」が魚釣りなどをして楽しむ様子が描かれている。
車両点検などで専用車両が使用できない場合は、西東京バスの一般路線車が代車として使用される。

## ぐるり〜ん日の出号

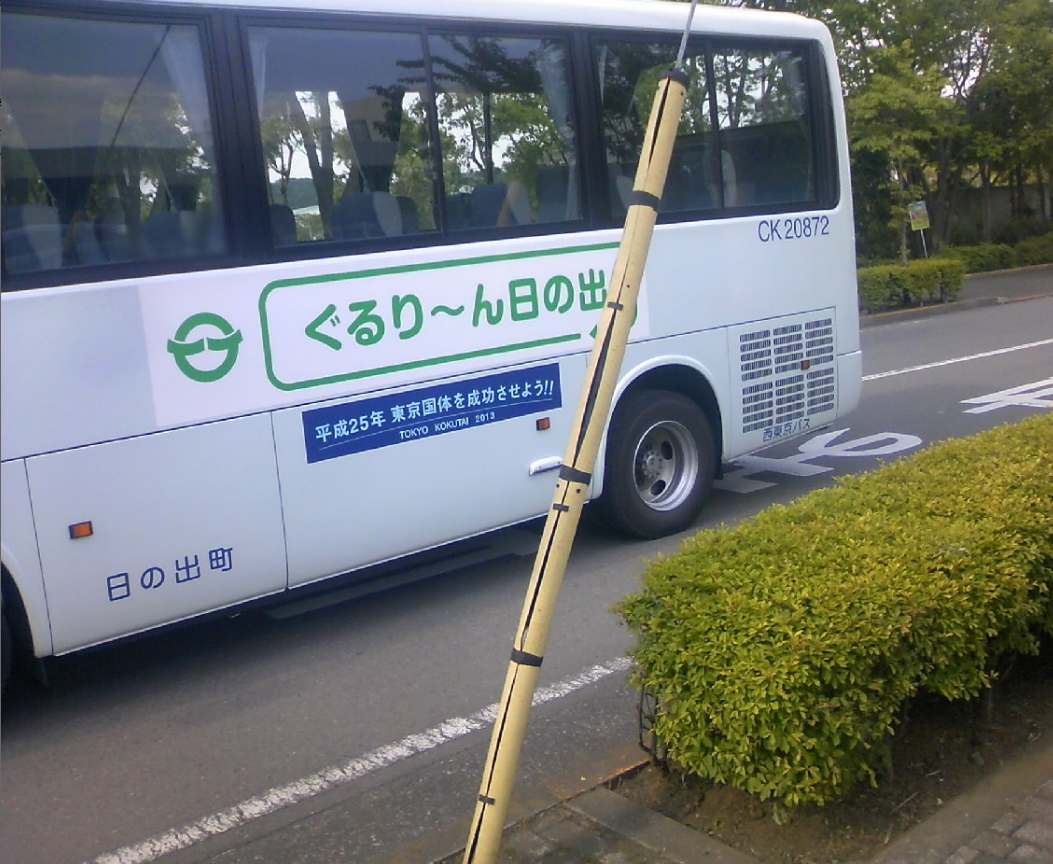
町民専用バス「ぐるり〜ん日の出号」専用車両
日野・リエッセ
西東京バス (CK20872号車)

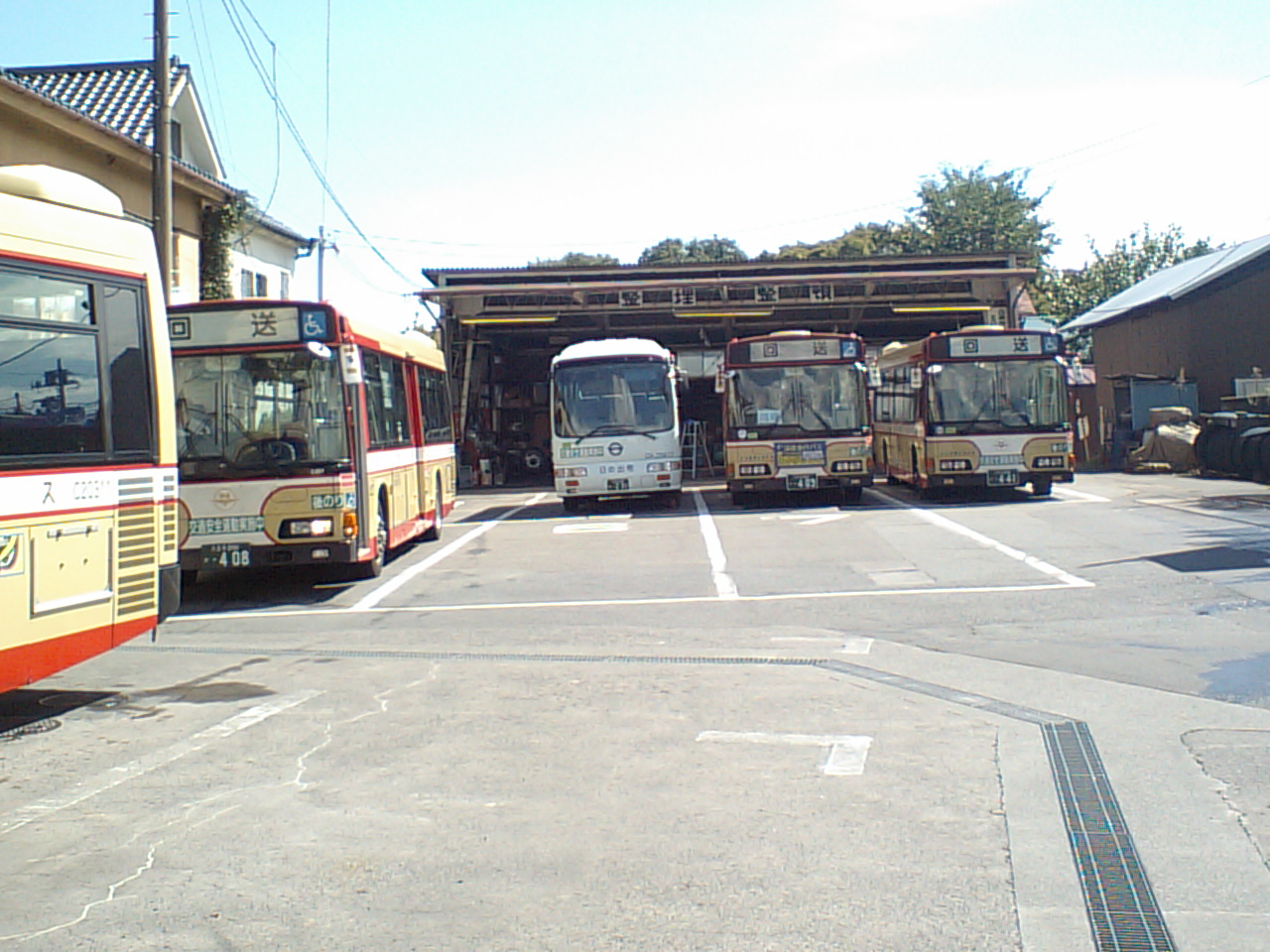
町民専用バス「東京オリンピック号」時代
西東京バス (CK20872号車)
西東京バス五日市営業所下町車庫で2010年撮影

ぐるり〜ん日の出号（ひのでまちじゅんかんバス「ぐるり〜んひのでごう」）は、東京都西多摩郡日の出町が運行していた町民専用コミュニティバス。日の出町公式ウェブサイトでは、町内循環バス「ぐるり〜ん日の出号」と表記していた。日の出町に住民登録のある町民専用バスであり、乗車時には住所がわかる身分証明書の提示が必要で、誰でも乗れる乗合バスではなかった。運賃は無料であった。
2008年（平成20年）6月10日、コミュニティバス「ひのでユートピア号」の廃止代替措置として、町民専用バスに切り替え、町内循環バス「東京オリンピック号」を運行開始。これに伴い、専用車両として日野・リエッセを導入した。
2012年（平成24年）4月1日、町内循環バスを再編、新愛称を公募により決定し「東京オリンピック号」から「ぐるり〜ん日の出号」へ改称した。これに伴い、平日1日7便運行へ増便された。また「ぐるり〜ん日の出号」の運行開始式が開催された。
2022年（令和4年）7月1日の日の出町コミュニティバス「ぐるり〜ん ひのでちゃん」の運行開始（乗合バス化）に伴い、前日の6月30日をもって廃止された。

### 路線
基本的に「ひのでユートピア号」の路線設定を引き継いでいたが、イオンモール日の出には停車しなくなった。「生涯青春の湯 つるつる温泉」を起点に公立阿伎留医療センターを終点として、東西に長い町域を迂回しながら結んでいた。高齢者など交通弱者の通院の便を図るため、病院・診療所などの医療機関を結ぶルート設定となっていた。
町民専用バスは乗合バスではないため「停留所」は存在せず、乗降は「停車場所」で行っていたが、停車場所には乗降車とも可能な場所と、乗車・降車専用の場所があった。停車場所で手を上げ合図して乗車する。なお西東京バスの停留所には停車しない。
経路途中で乗降扱いを行わず回送になる区間があった（括弧内に「回送」として示した）。

#### 廃止時の路線
2012年4月1日の町内循環バス再編により、平日1日7回へ増便された。バスは1台しかないため、基本的には行ったバスがそのまま折り返して戻ってくるダイヤとなる。
- つるつる温泉 - 御新造橋 - 馬場クリニック前 -（回送）- 太陽の家 -  長井公会堂前 - 大久保病院入口 - 坂本橋 - 玉の内会館前 - JA農産物直売所前 -（回送）- 日の出団地 - 中央公園前 - 日の出団地入口（旧湯川医院前） - 森田歯科医院前 - 日の出町役場前 - 平井小学校前 - 欠上公園前 - 武蔵引田駅入口（乗車・降車専用） - 阿伎留医療センター
  - 鉄道駅の最寄り停車場所以外は、乗降車ともに可能な停車場所のみ記載。

#### 運行開始時の路線
運行開始時の便数は、午前ルートが朝1回（阿伎留医療センター行、つるつる温泉発7:38）、午後ルートが昼と夕方に各1回（つるつる温泉行、阿伎留医療センター発15:25・17:15）であった。
午前ルート
- つるつる温泉 - 御新造橋（乗車） - 御新造橋（降車） - 馬場クリニック前（降車）→（回送）→ 太陽の家 - 馬場クリニック前（降車）- 馬場クリニック前（乗車）- 白山神社入口（降車）- 坂本橋 - 玉の内 - 日の出団地 - 森田歯科医院前（乗車） - 日の出町役場前（降車） - 日の出町役場前（乗車） - 平井っ原（乗車） - 欠上公園前 - 武蔵引田駅入口（降車） - 阿伎留医療センター（降車）

午後ルート
- 阿伎留医療センター（乗車）- 武蔵引田駅入口 - 欠上公園前（乗車） - 平井っ原 - 日の出町役場前（降車） - 日の出町役場前（乗車） - 森田歯科医院前 - 日の出団地 - 玉の内坂本橋 - 馬場クリニック前（降車）- 馬場クリニック前（乗車） - みやび工房前 - 太陽の家（降車）→（回送）→ 馬場クリニック前（乗車） - 幸神堂 - 御新造橋（乗車・降車）- 新井薬師看坂前 - つるつる温泉（降車）

### 車両
2008年6月に町民専用バス「東京オリンピック号」運行開始時に、専用車両として日の出町専用カラーの日野・リエッセ（K20872→CK20872号車、BDG-RX6JFBA、2008年式）が新規導入された。このリエッセは貸切登録で、観光仕様のトップドア車（前折戸）であり、車椅子用リフトは装備されていなかった。2012年4月の町内循環バス再編により「ぐるり〜ん日の出号」へ改称された後も、このリエッセが引き続き使用されていた。
2022年7月の「ぐるり〜ん ひのでちゃん」運行開始時に、専用車両として日野・ポンチョ（ショートボディ）が導入され、その代替で「ぐるり〜ん日の出号」専用車のリエッセは除籍された。

## ひのでユートピア号

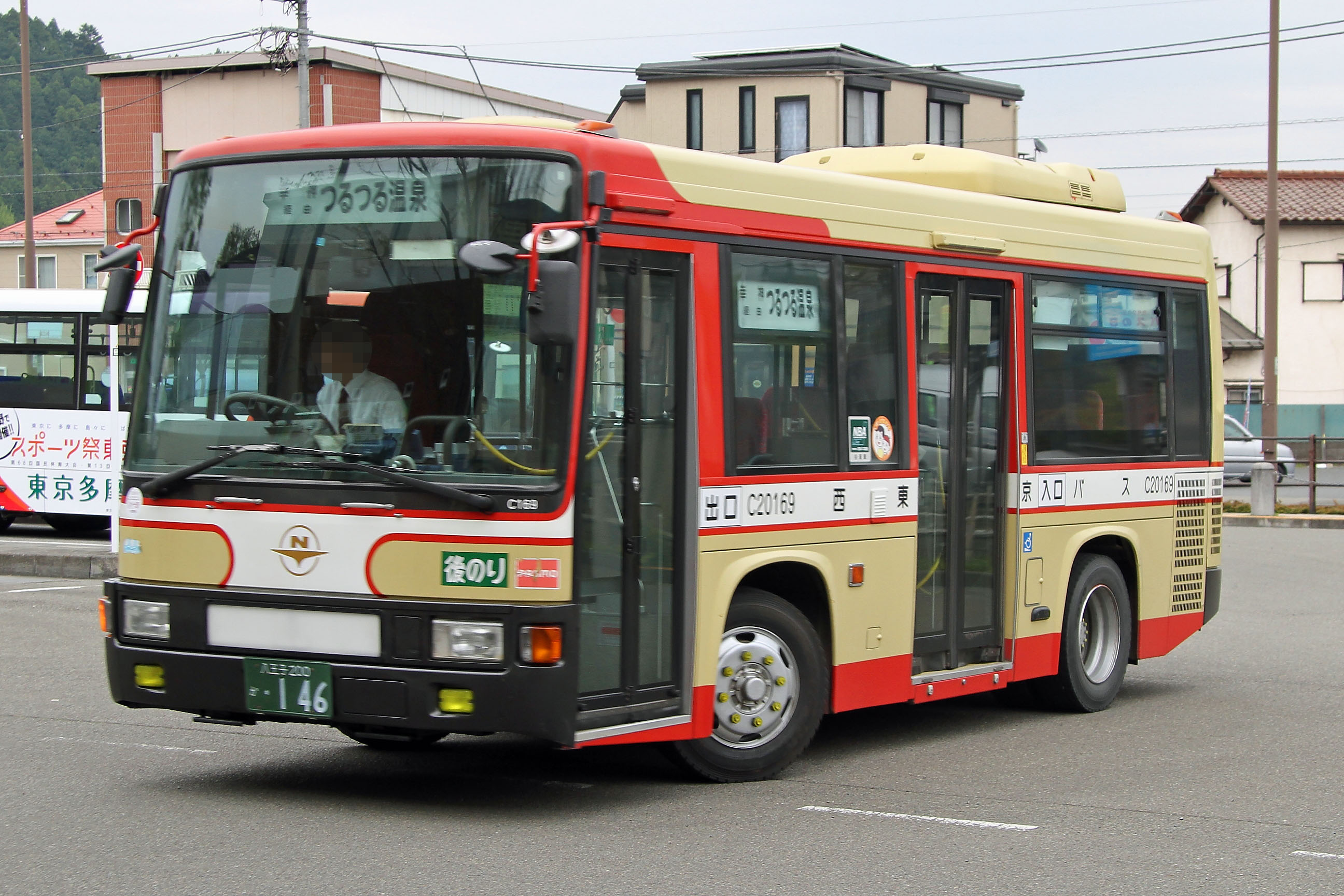
元「ひのでユートピア号」専用車両
西東京バス (C230→C20169号車)
廃止後に一般路線カラーへ変更された

2001年（平成13年）6月、 コミュニティバス「ひのでユートピア号」として運行開始。日の出町では「町内循環超低床型100円バス」と称していた。この時点では誰でも乗れる乗合バスであり、その名のとおり低床バス（ノンステップバス）を採用し、運賃は100円均一であった。
2008年（平成20年）6月9日をもって「ひのでユートピア号」を廃止。廃止代替措置として翌6月10日より町民専用バスに切り替え、町内循環バス「東京オリンピック号」として運行開始した。

### 路線
町民専用バス「ぐるり〜ん日の出号」となってからも「ひのでユートピア号」時代のルートをほぼ踏襲していたが、「ひのでユートピア号」ではイオンモール日の出に停車していた。
- 阿伎留医療センター - 武蔵引田駅 - イオンモール日の出 - 日の出折返場 - 幸神 - 肝要 - 松尾 - つるつる温泉

### 車両
2001年の「ひのでユートピア号」運行開始時に、専用車両としてノンステップバスの日野・レインボーHR7mの観光マスク車（C230→C20169号車、KK-HR1JEEE、2001年式）を導入した。専用車両は「ぐるり〜ん日の出号」の塗色とは異なる濃色の専用カラーで、前面行灯部分に「日の出町」と記されていた。
2008年6月の町民専用バスへの切り替えに伴い、専用車両として日野・リエッセが導入された。専用車両のC20169号車は「ひのでユートピア号」廃止後に、日の出町専用カラーから西東京バス一般路線カラーに塗色変更された（画像を参照）。